# Wspólnota administracyjna Buch
Wspólnota administracyjna Buch – wspólnota administracyjna (niem. Verwaltungsgemeinschaft) w Niemczech, w kraju związkowym Bawaria, w rejencji Szwabia, w regionie Donau-Iller, w powiecie Neu-Ulm. Siedziba wspólnoty znajduje się w miejscowości Buch.
Wspólnota administracyjna zrzesza jedną gminę targową (Markt) oraz dwie gminy wiejskie (Gemeinde): 
- Buch, gmina targowa, 3 710 mieszkańców, 40,05 km²
- Oberroth, 866 mieszkańców, 9,95 km²
- Unterroth, 984 mieszkańców, 15,37 km²